# Vllasova Musta
Vllasova Musta (Argirocastro, 8 aprile 1949) è una poetessa e sceneggiatrice albanese.

## Biografia
È nata ad Argirocastro, nell'allora Repubblica Popolare Socialista d'Albania, l'8 aprile 1949.
Studiò presso il liceo Asim Zeneli di Argirocastro, dove ebbe come professore di letteratura il poeta Agim Shehu, che le trasmise la passione per la poesia; grazie a Shehu ebbe inoltre l'occasione di incontrare al liceo Ismail Kadare. Contemporaneamente agli studi, iniziò a comporre le prime poesie, tra cui la prima, intitolata Këngë në ritme, fu pubblicata nel 1966 sul giornale Zëri i rinisë e nello stesso anno vinse un premio per giovani talenti; dopo questa prima esperienza pubblicò altre poesie sulle riviste Drita e Nëntori. Si recò poi a Tirana per studiare presso l'Università Statale, dove si laureò in lingua e letteratura albanese nel 1971. Mentre era al secondo anno di università, incontrò l'attore Kujtim Spahivogli, allora professore presso l'Istituto superiore d'arte e i due si sposarono; dal matrimonio ebbero una figlia, Ani, nata nel 1972.
La sua carriera iniziò nello stesso anno della sua laurea presso lo studio cinematografico Shqipëria e re (divenuto poi noto come Albfilm) come sceneggiatrice del documentario Heshtja e armëve, seguito nel 1972 dal documentario biografico Këndon Tefta Tashko Koço sulla vita della soprano albanese Tefta Tashko Koço. Intorno al 1973 il marito fu espulso dal Partito del Lavoro per le sue tendenze liberali oltre che per la sua vicinanza a Fadil Paçrami e i due divorziarono, con l'obiettivo di proteggere la figlia dalle conseguenze politiche della decisione. Tra il 1975 e il 1976 completò un corso di specializzazione post-laurea presso lo studio cinematografico e negli anni successivi curò le sceneggiature di documentari oltre che di film e film d'animazione. Tra il 1997 e il 2002 è stata direttrice di Albfilm e ha poi lavorato presso il Museo storico nazionale come specialista nel settore museologia e pubblicazioni.
Nel novembre 2020 ha annunciato di essere guarita dalla COVID-19, affermando di aver avuto febbre alta, tosse e difficoltà respiratorie tra i principali sintomi.